# Sóhei

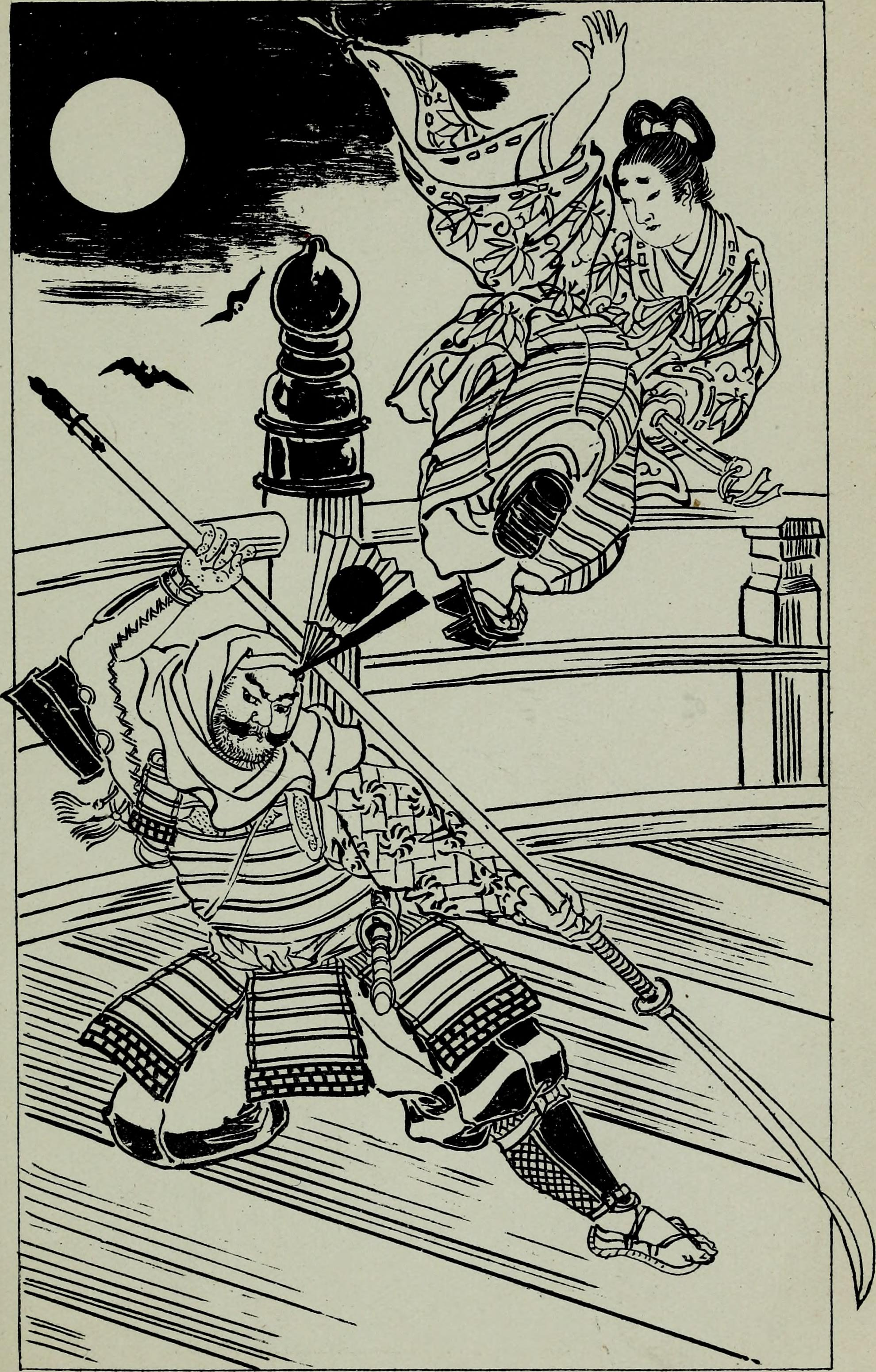
Benkei, legendární válčící mnich

Sóhei, neboli válčící mnichové (japonsky: 僧兵) byli buddhističtí mniši, organizovaní a vycvičení k vedení války. Kláštery válčících mnichů vznikaly ve 10. až 14. století na území Japonska. Za jejich vznikem zpravidla stojí politické neshody s vládnoucí vrstvou, vedoucí k potřebě ochrany klášterů, popřípadě nutnosti vydobýt si vliv silou. První a největší kláštery vznikaly na hoře Hiei a v Naře. Později se objevovali armády mladších populistických buddhistických sekt, z nichž byla nejvýznamnější Ikkó-ikki, která nebyla přímo tvořena mnichy, nýbrž její členy spojovala silná náboženská víra. Válčící mniši byli jedni z prvních armád, co začali pravidelně používat palné zbraně, arkebuzy.

## Historie

### Počátky
První velké buddhistické chrámy byli postavené v městě Nara, prvním hlavním městě Japonska od roku 710. Chrámy jako Tódaidži a Kófukudži měli velký politický vliv, avšak neuplatňovali jej za pomocí vojenské síly. Když bylo později hlavní město přesunuto do Kjóta, situace se změnila. Na severovýchodě od Kjóta stála hora Hiei, která měla podle feng šui stát mezi hlavním městem a "bránou démonů" na severovýchodě. Na vrcholu hory byl v tu dobu před šesti lety postaven buddhistický chrám Enrjakudži, založený mnichem Saičó, který v roce 767 opustil Naru pro věčný mocenský boj a na hoře Hiei hledal klid. Chrám Enrjakudži se stal nejvýznamnějším japonským chrámem, měl podporu dvora a šlechty, přitom si držel nezávislost vlády. Byla tam také založena nová buddhistická sekta Tendo, která měla fungovat mimo vliv duchovních z Nary. Chrám brzy velice zbohatl, vlastnil území jinde v Japonsku a samotný komplex čítal okolo 3000 budov. Začala vznikat rivalita mezi jednotlivými kláštery. K průlomu došlo v 10. století, kdy došlo k několika fyzickým konfrontacím mezi mnichy. Důvody konfliktů nebyli spory o náboženskou doktrinu a dogmata, nýbrž to byly politické spory o území nebo jmenování vysokých pozic. Vysoký počet těchto konfrontací vedl k tomu, že se opat kláštera Enrjakudži, Rjógen, rozhodl zavést stále vojenské jednotky v chrámu. Spekuluje se, že první z válčících mnichů byli pouhými žoldnéři a nepatřili do kláštera.
Další z významných buddhistických sekty pochází z kláštera Negorodži, vedená kněžím jménem Kógjo Daiši. Byl považován za reformátora sekty Šingon. Dostal od císaře Gotoby pozemky zahrnující Negorodži, kde rozšiřoval učení Šingonu. Narazil na odpor u chrámu na hoře Kója, odkud byl vyhnán. V sektě nedošlo k žádnému schizmatu, jejich válečné úsilí bylo nasměrováno proti samurajům.

### Války
Následujících sto let docházelo k velmi častým konfliktům mezi chrámy. Nezřídka docházelo k tomu, že se dva spojily proti třetímu, jako v případě, kdy se v roce 1081 Enrjakudži spojil s Miiderou proti Kófukudži. Avšak jejich spojenectví nevydrželo dlouho, a mniši z Enrjakudži zapálili Miideru ihned po svátku ve svatyni.

### Občanská válka

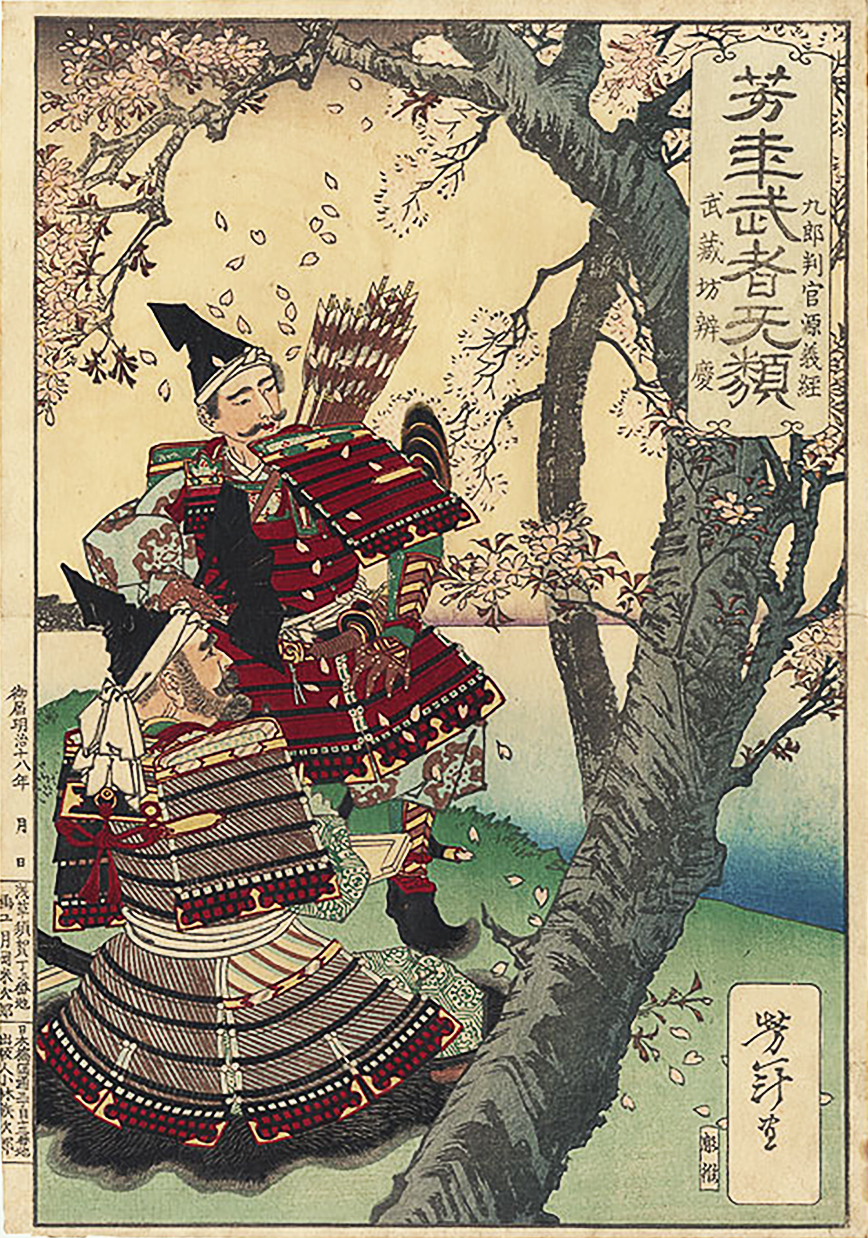
Minamoto a válčící mnich Benkei

V roce 1180 začala občanská Genpeiská válka, kde se oba znepřátelené rody Taira a Minamoto snažily získat na svou stranu schopné chrámové armády. Nakonec zůstaly na straně poražených, Kijomori Taira byl rozhodnutý nenechat mnichům projít jejich účast v občanské válce. Jeho syn Tomomori převálcoval mnichy z Miidery. Později poslal delegaci o 500 mužích do Nary, ti však byli napadení mnichy a 60 samurajů bylo zabito. Kijomori nechal následně město Nara podmanit a vypálit chrám.
To způsobilo na hoře Hiei zděšení, Enrjakudži zůstalo v pozadí událostí války, byť jistou dobu v roce 1183 ukrývali vůdce rodu Minamoto Kiso Jošinaka. Stejně se drželi v ústraní za války Šokjů ve 13. století. Enrjakudži na hoře Hiei byli v tu dobu jediný nevypálený chrám válčících mnichů. Za válek Nambokkčó ve 14. století využil horu jako svou základnu syn císaře Godaiga. Byl proto známý jako "Princ z Pagody". Povstání proti šógunátu skončilo neúspěšně a mniši po zbytek války opět zůstali v ústraní.
To způsobilo na hoře Hiei zděšení, Enrjakudži zůstalo v pozadí událostí války, byť jistou dobu v roce 1183 ukrývali vůdce rodu Minamoto Kiso Jošinaka. Stejně se drželi v ústraní za války Šokjů ve 13. století. Enrjakudži na hoře Hiei byli v tu dobu jediný nevypálený chrám válčících mnichů. Za válek Nambokkčó ve 14. století využil horu jako svou základnu syn císaře Godaiga. Byl proto známý jako "Princ z Pagody". Povstání proti šógunátu skončilo neúspěšně a mniši po zbytek války opět zůstali v ústraní.

### Ikkó-ikki
Staré sekty založené na náboženské zapálenosti byli brzo vojenskou silou překonány mladšími populistickými sektami, které k sobě přitahovali převážně rolníky. Tyto sekty si nikdy nenajímali vojáky, neboť být válečníkem bylo součástí toho být věřícím. Nebyli to skuteční mniši, ale velice oddaní a zapálení válečníci, svázáni rituálním chováním. Největší z nich byla Ikkó-ikki, původně známá spíše pro svou výtržnickou činnost, odkud pochází slovo ikki. Ikkó znamenalo "mající jediný cíl". Byli vedeni Jošizaki Rennjó, náboženským reformátorem. Během zmatků následující válku Ónin se jim podařilo získat vládu nad provincii Kaga, předtím ovládanou samurajskou rodinou Togaši, v roce 1488. Byli první kdo v Japonsku, nepocházející od dvora nebo z řad samurajů, vládl nad provincii. Jejich vliv rostl a získali významné lokality mimo Kagu, jako Išijama Hongandži a Nagašima.

### Konec válčících mnichů v Enrjakudži

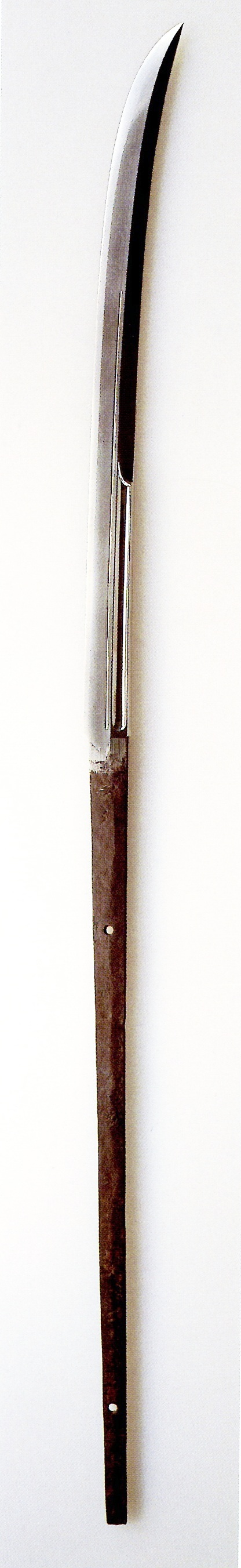
Naginata

Kolem roku 1500 začala mít v okolí Kjóta velký vliv Buddhistická sekta Ničiren, mocenský equivalent Ikkó-ikki v oblasti, i když obě mladé sekty byly znepřátelené. Mniši z Enrjakudži si uvědomovali, že ohrožují jejich pozici. Svou situaci vyřešili vypálením všech 21 chrámů Ničirenu v Kjótu a opět získali moc. Následně hledali spojenectví, našli jej u klanů Asai a Asakura, které byly územím velice blízko. Tyto rody byly hlavními nepřáteli Nobunagy Ody v oblasti. Byli poraženy během roku 1570, avšak ne úplně. Po mnoha porážkách potřebovaly pomoc od mnichů z hory Hiei, díky kterým by byli schopni ještě posledního protiútoku. Nobunaga si uvědomoval, že mniši představují nebezpečí, a varoval je před podporou jeho nepřátel. Mniši mu nevyhověli. Nobunaga proto zaútočil na horu Hiei, která nebyla sama o sobě příliš dobře chráněná, kromě armády mnichů. Mniši nebyli schopní se ubránit přesile jeho vojska. Chrámy na hoře byly vypáleny, a bylo údajně povražděno 20 000 lidí. Tím skončili válčící mniši na hoře Hiei, armáda už nebyla nikdy znovu obnovena.

## Zbroj a vybavení
Vzhled oblečení valčících mnichů se příliš neodlišuje od dnešních mnichů. Mnich nosil přes bederní roušku fundoši kimono, přes něj kabátek ušitý z tuhého materiálu. Nosili slaměné sandále waradži, nebo geta dřeváky. Odlišná byla bílá kapuce, přeložená a utažená tak, aby zakrývala krk a nechala tvář volnou, byť jsou mniši někdy místo toho zobrazováni s čelenkou hačimaki. Sóhei nosili také brnění přes roucho. Pod vnějším oděvem nosili brnění dómaru. Na rukách nosili rukavice kote, látkové s plechovými destičkami. Také často nosili masivní plechové holenice. Válčící mnich v plné zbroji na bojišti mohl velice dobře připomínat samuraje v plné zbroji.
Jako zbraně mniši používali naginaty, jistou variantu meče s dlouhou rukojetí. Během staletí vystřídali řadu variant této zbraně, s různým poměrem délky čepele a rukojeti. Styl boje sóhei s naginatou je přirovnáván k točení vodním kolem. Někteří s ní uměli točit tak rychle, že dokázali odrážet vystřelené šípy. Vedle toho měl mnich ještě japonský meč tači, který nosil u opasku. Musel se vytahovat s použití obou rukou. Také používali dýky tantó a uměli velmi dobře s dlouhými japonskými luky.
Válečníci z Ikkó-ikki nebyli takto standardně vybavení, jejich řady působili velice různorodě. Byli zastoupeni od rolníků po samuraje v plných zbrojích. Mnoho z nich získávalo svou zbroj levně po pobitých v bitvě. Na konci 16. století začali mniši ve velkém používat arkebuzy, jednoduché muškety.